# Merník
Merník (ungarisch Merészpatak – bis 1907 Mernyik) ist eine Gemeinde im Osten der Slowakei mit 584 Einwohnern (Stand 31. Dezember 2024), die im Okres Vranov nad Topľou, einem Teil des Prešovský kraj, liegt.

## Geographie
Die Gemeinde befindet sich im nordwestlichen Teil des Ostslowakischen Hügelland und somit im Ostslowakischen Tiefland, am Übergang in das nördlich gelegene Vorgebirge Beskydské predhorie, im Tal des Baches Čičava im Einzugsgebiet der Topľa. Das Ortszentrum liegt auf einer Höhe von 184 m n.m. und ist acht Kilometer von Vranov nad Topľou entfernt.
Nachbargemeinden sind Michalok im Norden, Slovenská Kajňa im Nordosten, Vyšný Kazimír im Osten, Čičava im Südosten, Komárany im Süden, Jastrabie nad Topľou im Südwesten und Westen und Vyšný Žipov im Nordwesten.

## Geschichte
Merník wurde zum ersten Mal 1363 als Mernykfalua schriftlich erwähnt, weitere historische Bezeichnungen sind unter anderen Mernyk beziehungsweise Mernik (1408) sowie Merník (1808). Bis zum 17. Jahrhundert lag das Dorf in der Herrschaft der Burg Čičava, im 18. Jahrhundert besaß die Familie Szulyovszky Gutsanteile, gefolgt im 19. Jahrhundert von den Familien Coudenhove und Hadik-Barkóczy. 1493 standen sechs Ansiedlungen in Merník, drei davon waren verlassen, 1557 wurden fünf Porta verzeichnet. 1715 gab es 22 verlassene und 21 bewohnte Haushalte. 1787 hatte die Ortschaft 46 Häuser und 398 Einwohner, 1828 zählte man 74 Häuser und 543 Einwohner, die als Landwirte, Waldarbeiter sowie als Bergleute in örtlichen Kaolin- und Quecksilberbergwerken tätig waren. Die Einwohner nahmen am Ostslowakischen Bauernaufstand von 1831 teil.
Bis 1918 gehörte der im Komitat Semplin liegende Ort zum Königreich Ungarn und kam danach zur Tschechoslowakei beziehungsweise heute Slowakei. In der Zeit der ersten tschechoslowakischen Republik waren die Einwohner als Landwirte beschäftigt, während die Quecksilberbergwerke eingestellt wurden. Nach dem Zweiten Weltkrieg wurde die örtliche Einheitliche landwirtschaftliche Genossenschaft (Abk. JRD) im Jahr 1952 gegründet, ein Teil der Einwohner pendelte zur Arbeit in Industriebetriebe in Hencovce, Vranov nad Topľou und Prešov.

## Bevölkerung
| Jahr                | 1994 | 2004    | 2014    | 2024    |
| ------------------- | ---- | ------- | ------- | ------- |
| Anzahl der Personen | 651  | 628     | 607     | 584     |
| Unterschied         |      | −3,53 % | −3,34 % | −3,78 % |

| Jahr                | 2023 | 2024    |
| ------------------- | ---- | ------- |
| Anzahl der Personen | 588  | 584     |
| Unterschied         |      | −0,68 % |

Nach der Volkszählung 2011 wohnten in Merník 614 Einwohner, davon 609 Slowaken und zwei Tschechen. Drei Einwohner machten keine Angabe zur Ethnie.
391 Einwohner bekannten sich zur Evangelischen Kirche A. B., 148 Einwohner zur römisch-katholischen Kirche, 62 Einwohner zur griechisch-katholischen Kirche, zwei Einwohner zu den Zeugen Jehovas und ein Einwohner zur orthodoxen Kirche. Bei 10 Einwohnern wurde die Konfession nicht ermittelt.

## Bauwerke und Denkmäler

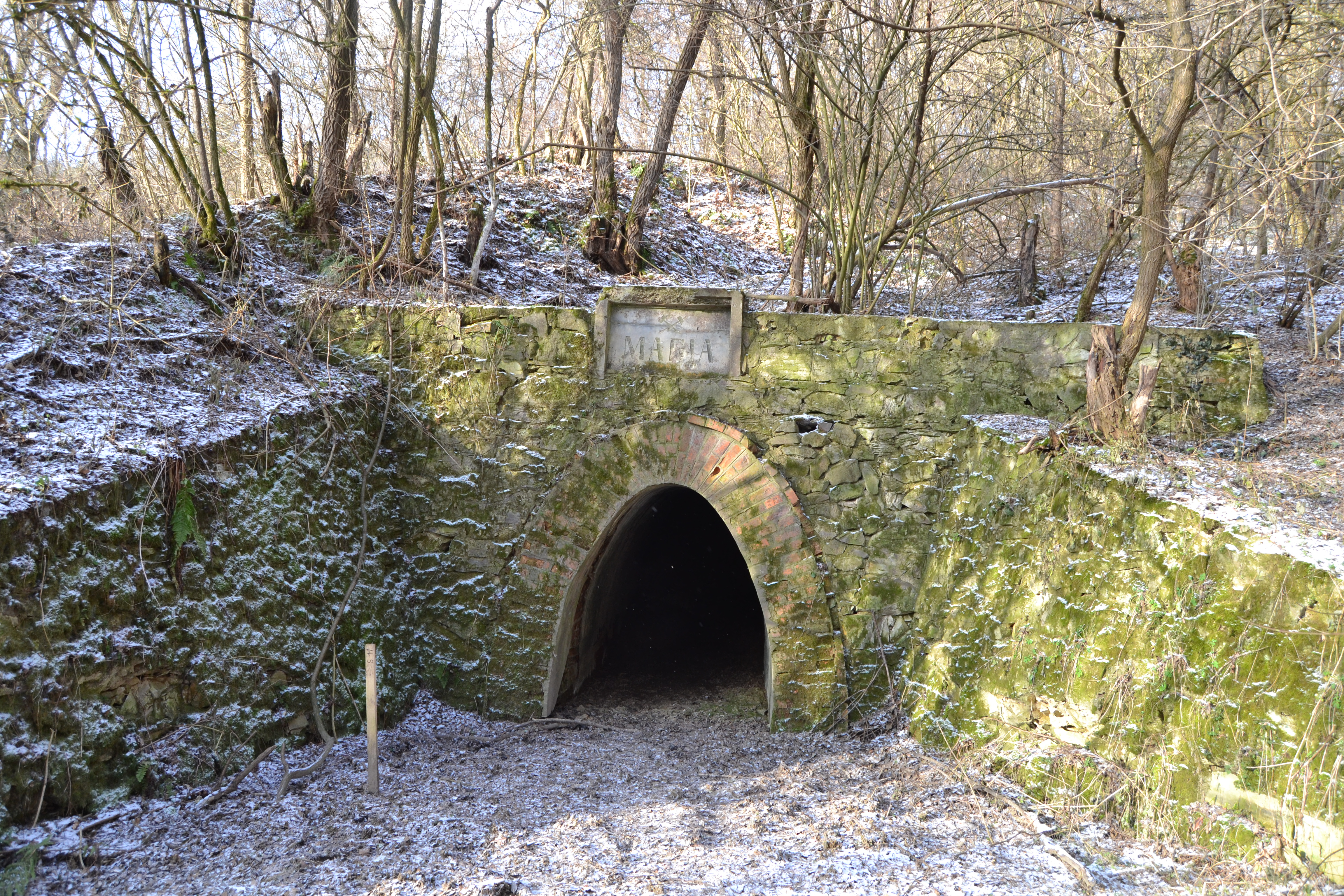
Eingang zum Stollen Mária

- evangelische Kirche aus den Jahren 1784–91, ursprünglich turm- und chorlose Toleranzkirche, 1863 um das Presbyterium und einen Holzturm erweitert, nach dem Zweiten Weltkrieg wurde 1951–1953 ein moderner Turm erbaut und 2000–2001 erhöht[6]
- Grabdenkmal der Familie Szulyovszky aus dem Jahr 1831
- Eingang zum Stollen Mária als Denkmal an die einstige Bergbauaktivität

## Verkehr
Nach Merník führt nur die Cesta III. triedy 3619 („Straße 3. Ordnung“) von Vranov nad Topľou nach Michalok. Der nächste Bahnanschluss ist in Vranov nad Topľou an der Bahnstrecke Strážske–Prešov.